# Іверук Михайло Сергійович
Миха́йло Сергі́йович Іверу́к — український легкоатлет, стаєр.

## Серед спортивних досягнень
11.11.2000 — переможець чемпіонату  України  з кросу  на 10 км.
08.02.2001 — переможець чемпіонату  України з бігу на 1500 м.
10.06.2002 — переможець чемпіонату  України з бігу на 10000 м -  28.58.69.
15.06.2006 — переможець чемпіонату  України з бігу на 10000 м -  28.48.6.
- 09.11.2008  - срібний призер IV Koscianski polmaraton — 1.03.47.
- переможець марафонів — 2.17.18 WROCLAW (27.04.2003),   2.17.55  Poznan (10.10.2004),  2.17.45  Macau marathon (06.12.2009).
- призер марафонів — 2.13.35 KOSICE (05.10.2003),  2.14.20  California International (05.12.2004),  2.16,49  Macau (07.12.2008), 2.15.33 Dębno (07.04.2013), 2.19.07 Debno (07.04.2014).
- 23.04.2006  MARATHON HAMBURG 2.12.32.